# Zoológico La Aurora
El Zoológico La Aurora es un jardín zoológico en la ciudad de Guatemala, Guatemala. Es uno de los jardines más grandes de la ciudad y uno de los destinos turísticos más visitados, esta idea surgió durante el gobierno de José María Reina Barrios, quién en 1892 adquirió la Finca Nacional La Aurora, por diversas razones el propósito de hacer el zoológico no se llevó a cabo, hasta en el año de 1924, durante el gobierno de Jose Maria Orellana cuando se decidió por realizar el proyecto. 
El zoológico fue fundado el 25 de diciembre de 1924 durante el gobierno del presidente José María Orellana en la parte sur de la ciudad, como parte de una enorme zona de distracción, entonces llamado Parque Reforma, con diversos museos, parques y un hipódromo. Alrededor del año de 1963 fue la etapa más difícil del zoológico, ya que quedó en abandono, y el gobierno entregó la administración a la Asociación Guatemalteca de Historia Natural, desde el año 1991 hasta la fecha han realizado remodelaciones que cada vez mejoran más la administración y las instalaciones. Más tarde, con la conversión de un pequeño campo de aviación en el Aeropuerto Internacional La Aurora el parque era intensamente disminuida. Los restos de un antiguo viaducto se pueden encontrar en los alrededores del parque. En 2007, el hipódromo fue demolido debido a una mayor expansión del aeropuerto.
La Asociación Guatemalteca de Historia Natural-AGHN-, administradora del Parque desde el año de 1963 mediante el Decreto Ley 38, es la encargada del desarrollo del Plan Maestro del Zoológico La Aurora, el cual ha evolucionado la infraestructura, recintos, jardines y áreas recreativas del Parque. Dentro de su misión, también procura el cuidado y conservación de las especies que alberga.
El zoológico está dividido en cuatro áreas: Región Africana, Región Asiática, Terra América y Oceanía. También cuenta con una granja, serpentario "Reino Kan", acuario, aviarios y exhibición de una Casa Sostenible.

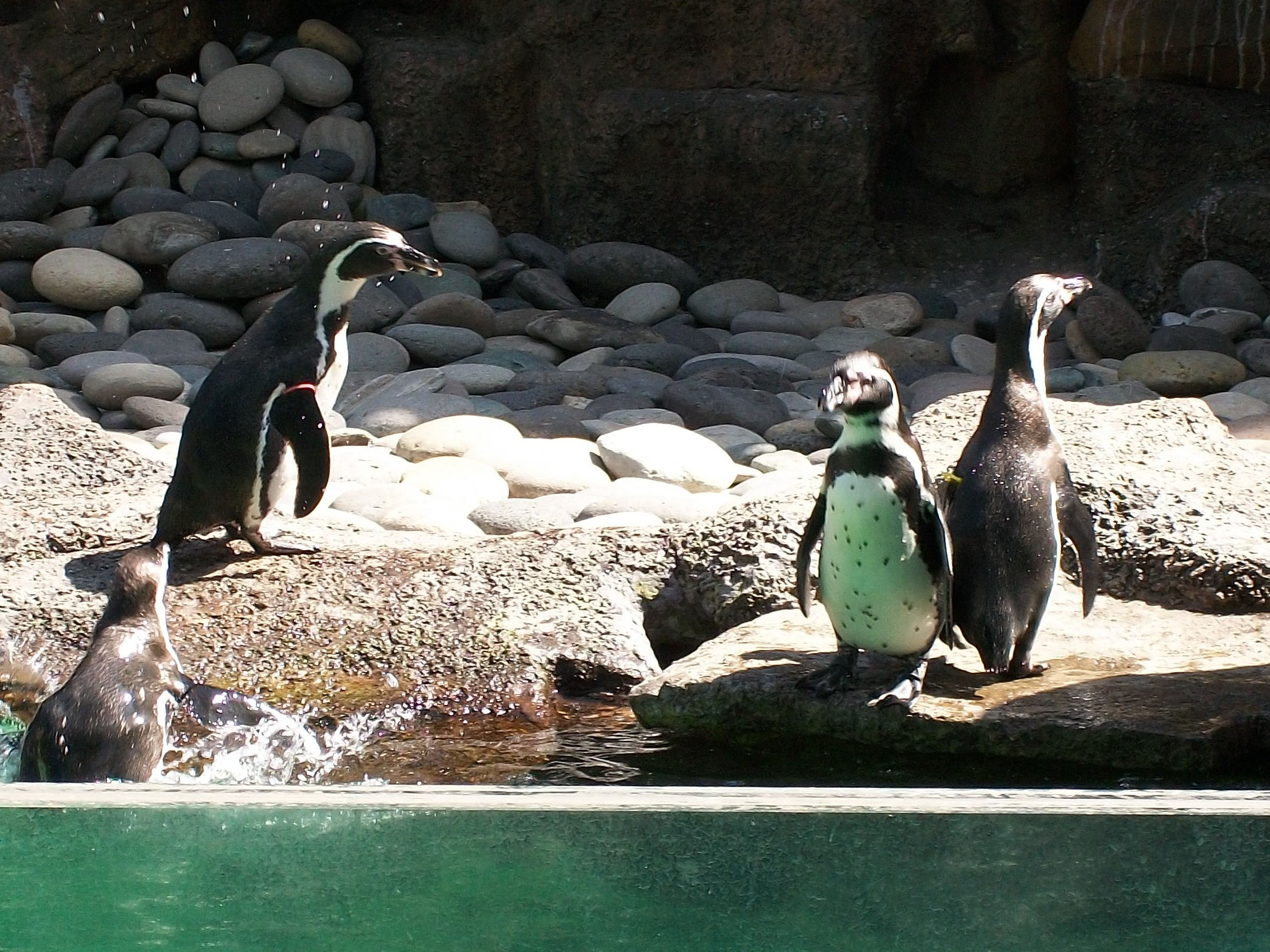
Pingüinos del Zoológico La Aurora

- La Región Africana está representada por diferentes animales de la sabana y selva africana como jirafas, hipopótamos, rinocerontes, felinos mayores, suricatas, aves, lémures, chimpancés, entre otros.
- La Región Asiática está representada por animales de hábitats variados como camellos, elefante, venados, tigres, primates entre otros.
- Terra América está representada por animales de todo el continente. Se inauguró en noviembre del 2019.[1] Con más de dos años de estudio y planificación, el área representa el 25% del área de exhibición del parque y contiene jardines, recintos, puentes colgantes, un lago de 962m2, un sistema natural de filtración, drenajes especiales, sistemas de riego y casas de manejo para cada una de las especies en exhibición.

Dentro de sus atractivos principales se encuentran las dos islas de monos capuchinos y monos araña en árboles conectados por puentes, aves, peces, felinos menores, capibaras, tamandúas, pizotes, zorros, mapaches, pericos ligeros y micoleones.
- La Región de Oceanía está representada por emúes, jabalíes, canguros y cacatúas.
- La Granjita cuenta con varios animales domésticos en donde se puede alimentar a peces koi y cepillar a cabras miniatura.
- El Acuario está conformado por 8 peceras de agua dulce y salada con una variedad de peces y corales.
- Los Aviarios son varios entre los que destacan el aviario abierto en donde las personas pueden ingresar y ver de cerca a varias aves. También hay aviarios de aves rapaces y aviarios mixtos.

Actualmente el zoológico cuenta con 16 manzanas de terreno jardinizado, lo que hace del zoológico uno de los más grandes pulmones de la ciudad de Guatemala. Alberga a más de 280 especies distintas y aproximadamente 2500 animales.

## Herpetario Reino Kan
El Reino Kan y sus reptiles es el proyecto más grande que ha tenido el zoo, y se inauguró en marzo del 2018. Nace de la inspiración genuina de tener un herpetario de primer mundo, que busca la educación y concientización de las especies que habitan en el: 433 ejemplares entre reptiles y anfibios, incluyendo arácnidos e insectos, divididos entre 81 especies.
Este proyecto inició en el 2014 con diseños preliminares y anteproyectos con inspiración en La Danta y en el 2016 se inició la construcción que tiene un área de 1,000 m². y 50 terrarios. 
La Danta (El reino Kan y sus Reptiles) en representación, a escala muy pequeña, es casi un 1% del volumen de la Danta original, es un 20% de su altura real. La pirámide del parque cuenta con 15 metros de altura y la Danta del Mirador tiene 70 metros de altura. Se construyeron las tres pirámides superiores que tiene la Danta, que se define como patrón tríadico, y se representan como se habrían encontrado más de 100 años después del abandono de la ciudad.
La parte interna de la pirámide está inspirada en cuatro bosques de la región guatemalteca; bosque tropical, selva Petenera, bosque muy húmedo tropical, de Monterrico o Río Dulce. Bosque Nuboso de Cobán, Bosque seco de Huehuetenango y Oriente de Guatemala, todos relacionados con las especies de otros continentes, que habitan en bosques similares.
Introduciendo el mismo en un contexto sumergido en las raíces de la historia guatemalteca; Kan en idioma Maya significa serpiente y reino Kan es la región del norte de Petén donde se encuentra El Mirador.
La colección de organismos del herpetario está principalmente constituida por reptiles procedentes del CONAP, cuerpos de rescate, personas que cuidan la vida silvestre; que por diferentes razones no pueden regresar a su hábitat natural, de esta forma este lugar también se convierte en un espacio de protección para estas especies.
Acerca de las especies, 20 especies son nacionales, entre las cuales destacan el heloderma charlesbogerti que se encuentra en grave peligro de extinción, la famosa barba amarilla, víboras de árbol, zumbadoras, etc. 23 especies venenosas, 14 Nacionales y 9 Extranjeras.

## Reconocimientos
En el 2014 fue reconocido como uno de los 15 mejores zoológicos de América.
Mejor remodelación recinto de AZCARM 2013 Recinto de Pingüinos de Humboldt.
Mejor remodelación recinto de AZCARM 2014 Recinto de Nutrias Neotropicales.
En el 2019 obtuvo la Acreditación de ALPZA por el periodo 2020-2025, estándares que definen políticas y prácticas en 6 áreas temáticas: Seguridad, Bienestar Animal, Educación, Conservación, Sustentabilidad e Investigación.

## Ubicación
Bulevard Juan Pablo II. 5 calle Interior Finca La Aurora, Ciudad de Guatemala, zona 13. 

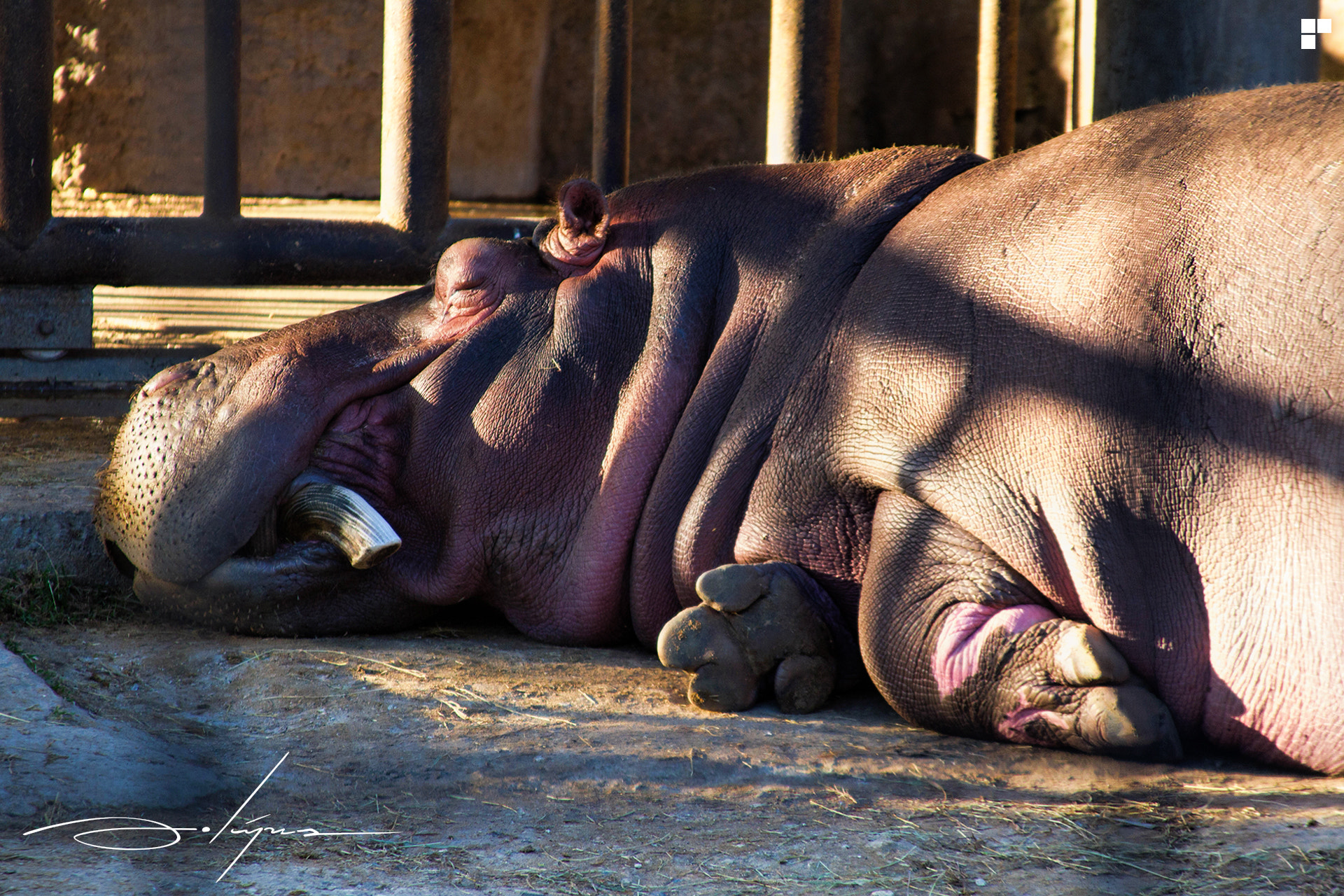
Hipopótamo en el Zoológico "La Aurora"